# Civity
Civity es la familia de trenes desarrollada por CAF para servicios de cercanías y regionales.

## Datos técnicos[1]

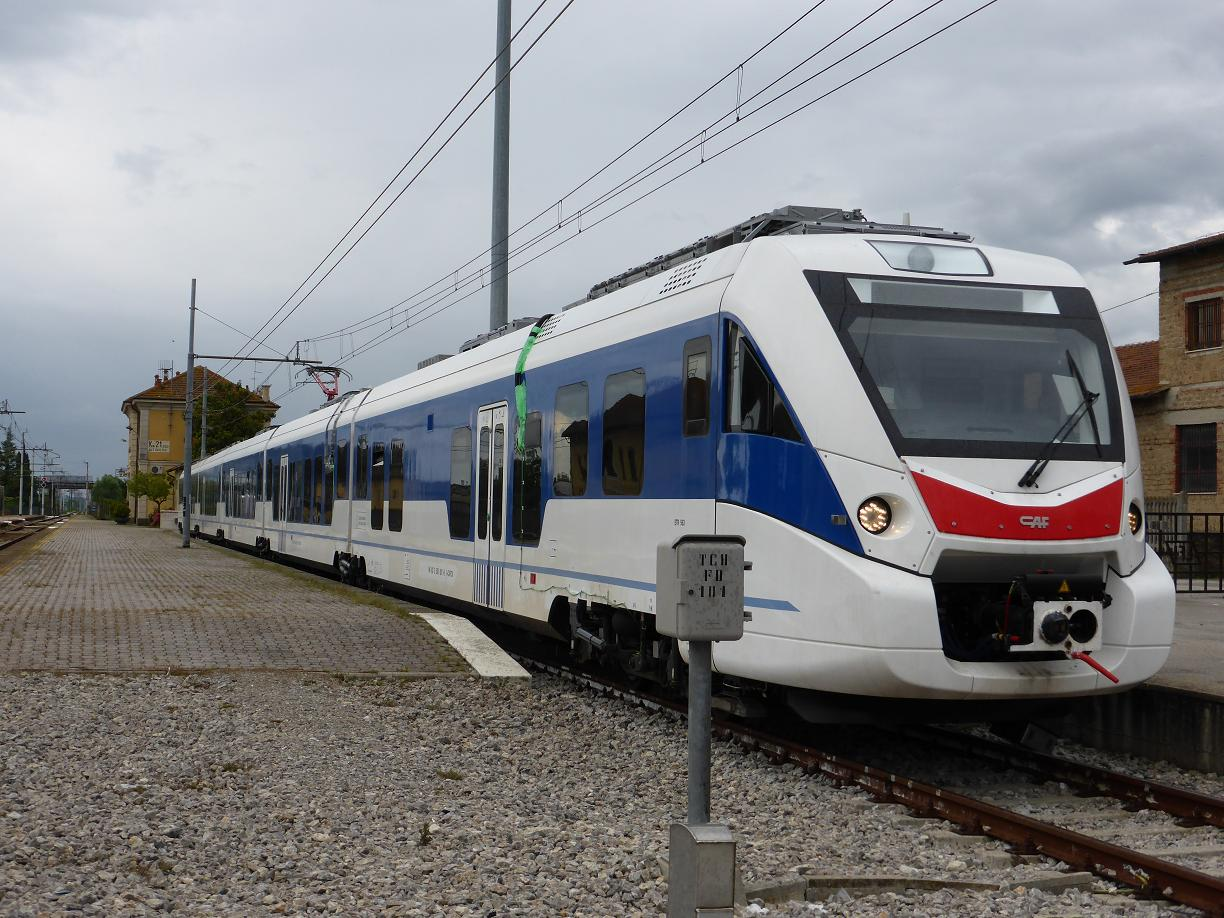
Tren Civity para la región Italiana de Friuli-Venecia Julia

- Velocidad máxima 160 km/h (escalable a 200km/h)
- Número de motores: Adaptable con un número mínimo de 4.
- Máxima potencia en llanta: Hasta 4.400 kW
- Deceleración máxima del freno de servicio: Ajustable a 1,1 m/s2
- Deceleración máxima del freno emergencia: Ajustable a 1,1 m/s2
- Tensiones de alimentación: 1.500 VCC, 3.000 VCC, 15 kV CA (16,6 Hz), 25 Kv CA (50 Hz), o una combinación de las mismas (trenes bi-tensión y tri-tensión)

## Proyectos

### Australia
En febrero de 2019, Transporte de Nueva Gales del Sur firmó un contrato para suministrar 117 vagones de modo bi Civity (suministro diésel y eléctrico), un nuevo centro de mantenimiento en Dubbo y un contrato de mantenimiento como parte del Proyecto Ferroviario Regional.  Los nuevos trenes reemplazarán a los trenes XPT (19 vagones motorizados y 60 vagones), Xplorer (23 vagones) y Endeavour (28 vagones). Los 117 nuevos vagones conformarán 10 trenes diésel-eléctricos para su uso en servicios de larga distancia que unen Sídney, Melbourne y Brisbane, más nueve unidades múltiples cortas y 10 largas para rutas regionales, un total de 29 trenes. Los trenes entrarán en servicio en 2023. 

### Alemania
En junio de 2021, Verkehrsverbund Rhein-Ruhr (VRR) y Nahverkehr Westfalen-Lippe (NWL) anunciaron que CAF, utilizando su plataforma Civity , había sido seleccionada para construir y mantener durante 30 años, 60 unidades múltiples eléctricas de batería para la red de regionales de Baja Renania, que comprende el servicio de las líneas RE10, RE14, RE44, RB31, RB36, RB41 y RB43 servicios de tren en el estado de Renania del Norte-Westfalia. La flota será propiedad de VRR y NWL y se pondrá a disposición de la empresa operadora de trenes que aún no ha sido seleccionada. Las operaciones de los servicios individuales deben comenzar entre diciembre de 2025 y 2028. 

### Italia
En 2010, la región italiana de Friuli-Venecia Julia realizó un pedido a CAF de ocho unidades ETR 563 de cinco coches para Trenitalia. Posteriormente se encargaron cuatro unidades más, con estas unidades capaces de operar servicios en Eslovenia y Austria, y fueron designadas como unidades ETR 564. Las unidades se retrasaron en el servicio porque no pudieron ser aprobadas. 
También se construyeron cinco trenes ETR 452 de cuatro vagones para Ferrotramviaria, un operador regional de trenes en Bari. Han estado en uso desde 2014 y 2015. 

### México
En 2014 se encargaron las unidades Civity. La primera se entregó en 2017.

### Montenegro
Se entregaron tres unidades Clase 6111 de tres vagones a ŽPCG, la compañía ferroviaria nacional de Montenegro, para dar servicio al ferrocarril Podgorica-Nikšić, reduciendo el tiempo de viaje a solo 50 minutos. El primero de los nuevos trenes comenzó a funcionar el 13 de julio de 2013. 

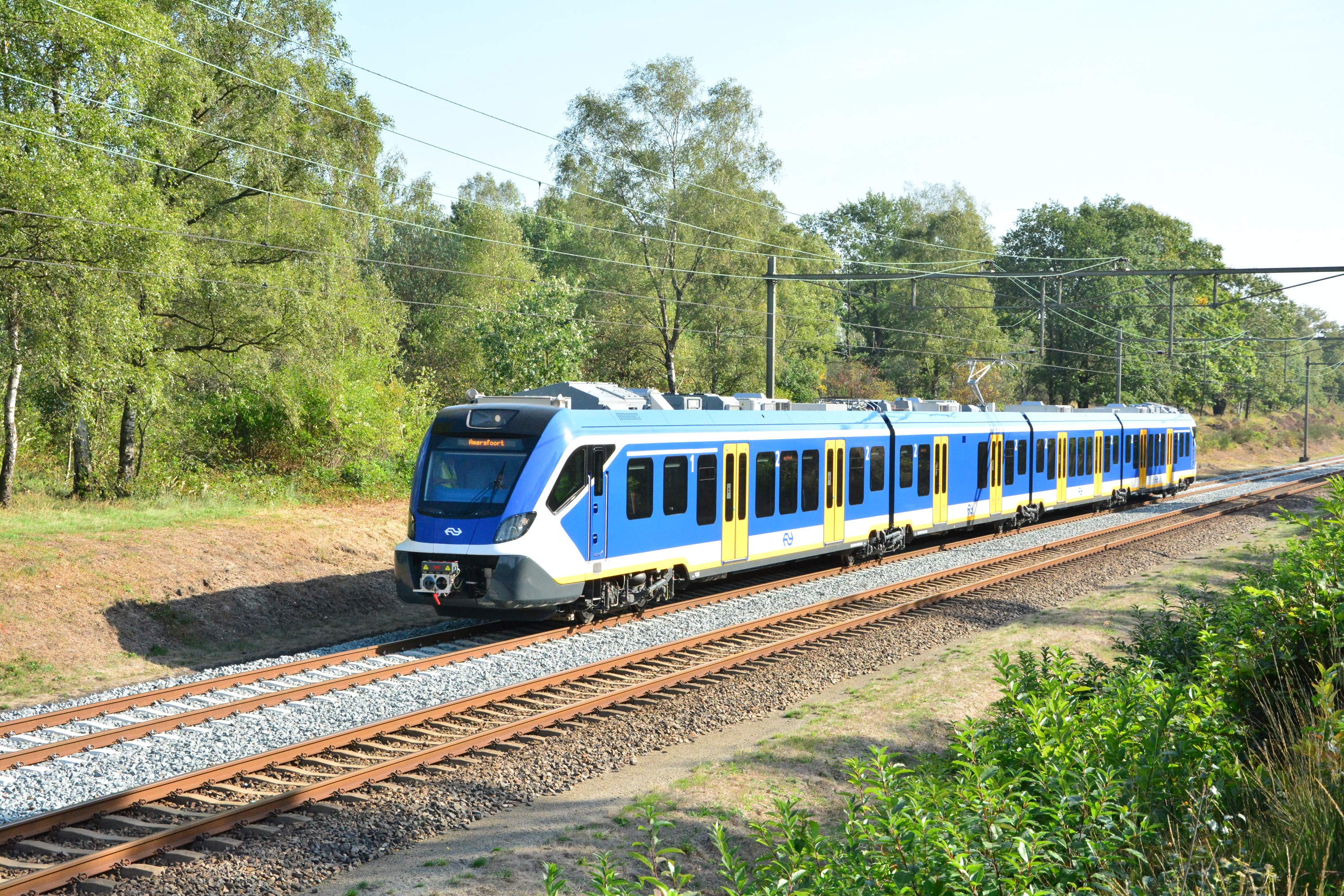
Sprinter SGN 2710 NS

### Países Bajos
En 2014, Nederlandse Spoorwegen (NS) realizó un pedido de 118 juegos Civity por valor de 510 millones de euros. Estos nuevos trenes, que estarán formados por formaciones de tres y cuatro coches. El tren es conocido como Sprinter New Generation (SNG) por la NS. Los trenes se entregarán a partir de 2018 y podrán operar a 160 km/h. Se ordenaron 88 juegos adicionales en diciembre de 2018, y se espera que las entregas continúen hasta 2023.  

### Suecia
Las agencias de transporte público de Jönköpings, Kronobergs y Kalmar han realizado un pedido conjunto de 20 unidades eléctricas y 8 unidades que pueden ser alimentadas por un suministro eléctrico externo o utilizando el motor diésel a bordo. El contrato también contiene una opción por otras 26 (19 eléctricas y 7 diésel)  a través de la empresa Transitio. Los trenes serán de la  versión Civity Nordic , diseñados para operar a temperaturas de entre -40 y +40 °C y llegarán en 2024-27.  La velocidad máxima de las eléctricas será de 200 km/h, la de las diésel será de 200 km/h en modo eléctrico y solo 140 km/h en modo diésel. 

### Reino Unido
- Civity Clase 397 de TransPennine Express en la Estación de Waverley.TransPennine Express

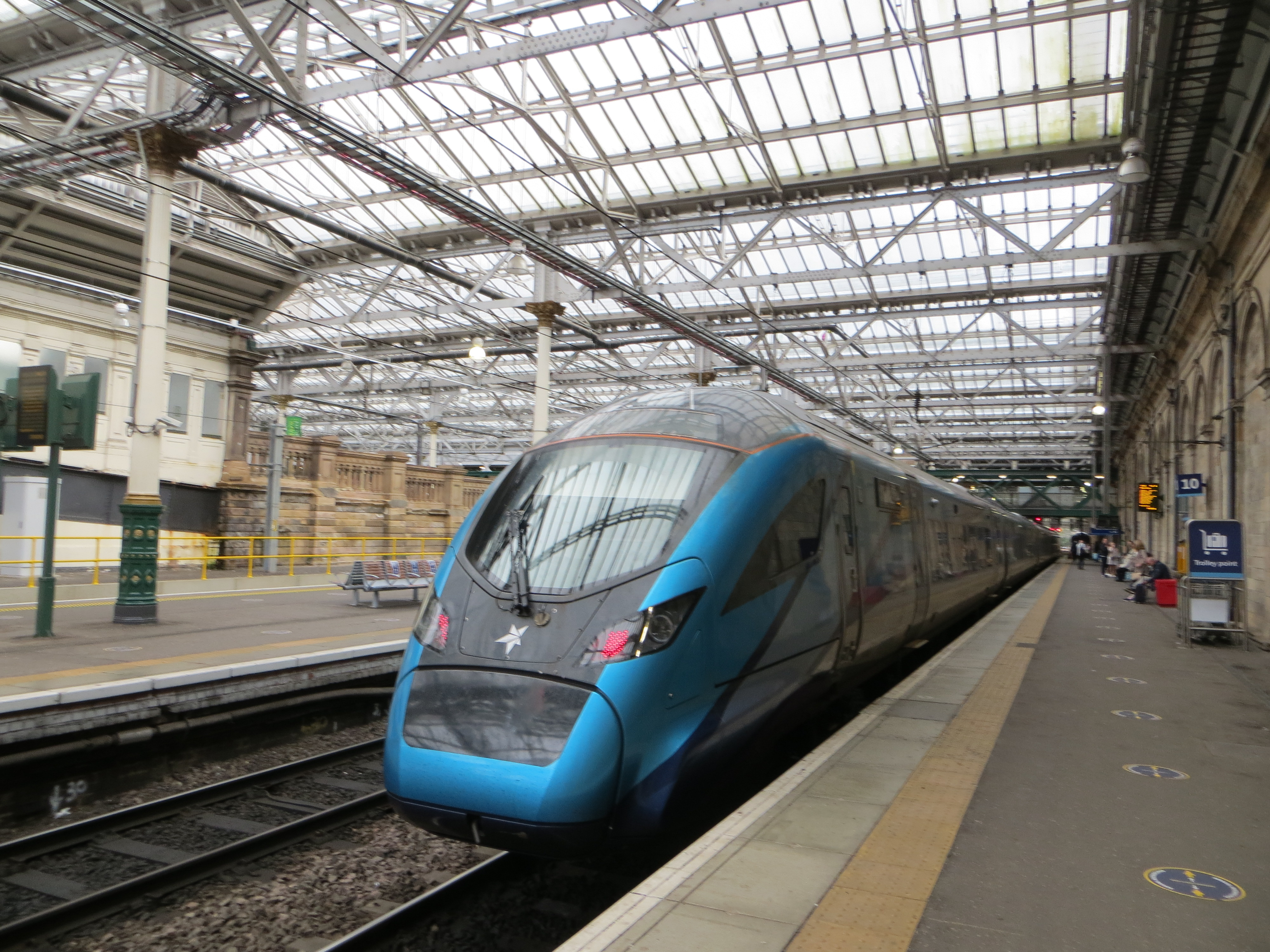
Civity Clase 397 de TransPennine Express en la Estación de Waverley.

CAF construyó doce unidades eléctricas de cinco coches Clase 397 para TransPennine Express para sus servicios de la línea principal de la costa oeste, que operan desde Liverpool y el aeropuerto de Mánchester hasta Glasgow y Edimburgo. Estas unidades debían entregarse entre 2018 y 2019, reemplazando las unidades de cuatro autos Clase 350/4 que se usaban anteriormente en estos servicios. Pueden alcanzar una velocidad máxima de 201 km/h. 
- Arriva Rail North

En enero de 2016, Arriva Rail North realizó un pedido de 98 unidades (luego aumentadas a 101), y la mayoría de estos trenes operará en los servicios expresos regionales Northern Connect de la compañía (ahora bajo el nuevo operador Northern Trains). El desglose del pedido es para 58 (originalmente 55) unidades diésel Clase 195 (de dos y tres coches) y 43 unidades eléctricas Clase 331 (de tres y cuatro coches). Todos estos trenes estaban previstos para entrar en servicio gradualmente a lo largo de 2019.
A principios de 2018, se reveló que existe una opción para un número no revelado de vagones adicionales. También hay una disposición disponible para extender las unidades de cuatro automóviles Clase 331 a cinco vagones en el futuro. Las tres unidades adicionales de la Clase 195 se ordenaron en noviembre de 2018. 
- West Midlands Trains

A fines de 2017, se anunció que CAF también suministrará 26 unidades diésel Clase 196 para West Midlands Trains, formadas por dos y cuatro coches. Se entregarán en 2020.
- Gales

En junio de 2018, se anunció que KeolisAmey Wales (ahora Transport for Wales Rail Limited) recibiría 51 unidades diésel de dos coches y 26 unidades de tres coches,  Desde entonces, han recibido la designación de Class 197.

### Pedidos cancelados

#### Letonia
En 2012, el operador ferroviario letón Pasažieru vilciens realizó un pedido de 400 millones de euros por 34 unidades múltiples eléctricas y siete diésel-eléctricas. El pedido también incluía un plan de mantenimiento de 30 años para las unidades. Los tres juegos de vagones debían construirse para los 1.520 mm (ancho ruso) y capaces de funcionar en las líneas electrificadas a 3000 V CC con una velocidad máxima de 140 km/h. El pedido se canceló posteriormente, sin unidades construidas.